# Ross Haven
Ross Haven est un village d'été (summer village) du Comté de Lac Sainte-Anne, situé dans la province canadienne d'Alberta.

## Démographie
En tant que localité désignée dans le recensement de 2011, Ross Haven a une population de 137 habitants dans 61 de ses 216 logements, soit une variation de -30,8 % avec la population de 2006. Avec une superficie de 0,704 2 km2, le village d'été possède une densité de population de 194,547 0 hab/km2 en 2011.
Concernant le recensement de 2006, Ross Haven abritait 198 habitants dans 83 de ses 222 logements. Avec une superficie de 0,704 2 km2, Ross Haven possédait une densité de population de 281,2 hab/km2 en 2006.
| 2001 | 2006 | 2011 | 2016 |
| ---- | ---- | ---- | ---- |
| 109  | 198  | 137  | 160  |